# The Squirt and the Whale
«The Squirt and the Whale» (рус. «Брызги и кит») — девятнадцатый эпизод двадцать первого сезона мультсериала «Симпсоны». Премьера эпизода состоялась 25 апреля 2010 года на канале «Фокс». В этом эпизоде Симпсоны пытаются спасти выброшенного на берег кита. Все попытки оказываются безуспешными, и в результате он погибает. Сценарий к эпизоду написал Мэтт Уорбёртон, а поставил эпизод Марк Киркленд.

## Сюжет
Гомер возмущён чересчур высокими счетами на оплату за электричество. Вместе с семьёй он посещает выставку альтернативных видов энергии и покупает ветрогенератор. Поначалу турбина вырабатывает электричество с избытком, и Гомер решает отключить свой дом от общей электросети. Но вскоре обнаруживается, что во время безветрия семья остаётся вовсе без электроэнергии. Гомер прибегает к помощи вентиляторов, подключенных к электросети Фландерсов, направив их на свою турбину, но Нед жёстко пресекает это. Однажды Барту приходится вручную вращать лопасти генератора, чтобы Лиза могла посмотреть телевизор. Он быстро устаёт и молит Бога, чтобы тот послал ветер. Ветер действительно поднимается, да не просто ветер, а разрушительный ураган. Наутро Лиза с Бартом отправляются на велосипедную прогулку с целью оценить повреждения, нанесённые городу ураганом, и обнаруживают выброшенную на берег моря самку кита.
Лиза сразу заводит с ней дружбу и даёт ей имя Голубелла (англ. Bluella). Она обращается к родителям, чтобы помогли вернуть кита в море, но Мардж боится позволять Лизе участвовать в этом, чтобы не травмировать чувства Лизы, так как для выброшенных на берег китов обычно всё заканчивается плачевно. Однако Гомер объединяет сограждан, и они пытаются вернуть Синюшку в море. Но безуспешно.
Лиза остаётся с ней и засыпает, читая киту стихи Уолта Уитмена из сборника «Листья травы». А проснувшись, обнаруживает, что Синюшку спасает команда морских пехотинцев на вертолётах, успешно отпуская её в море. Синюшка уплывает далеко в море, но когда она, резвясь, ныряет в Млечный Путь, Лиза понимает, что спит, и, проснувшись (на этот раз по-настоящему), обнаруживает, что кит к этому времени уже умер.
Гомер пытается утешить Лизу, в то время как Барт и Милхаус, которые планировали потыкать Синюшку палкой, возвращаются на берег и обнаруживают, что полиция собирается взорвать останки кита. Результаты взрыва плачевны, и горожане решают использовать останки Синюшки в качестве сырья для производства таких изделий как духи или корсеты. Лиза в печали идёт через город, где каждый звук напоминает ей о Синюшке. Она оказывается на берегу и замечает в море двух китят, — предположительно, детёнышей Синюшки, — окружённых стаей акул. Вдруг появляется Гомер на моторной лодке, вооружённый гарпуном, и они бросаются на помощь китятам. Но их останавливают двое экоактивистов, чтобы предостеречь от истребления акул, так как они тоже являются частью экосистемы. Лиза соглашается с ними и останавливает Гомера от стрельбы по акулам, но тот по неосторожности падает за борт. Экоактивисты советуют Гомеру бить акул по носу жестяным ведром, что заставит тех отступить… либо сожрать его ещё быстрее. Когда они бросают Гомеру ведро, оно ударяет его по лбу, который начинает кровоточить. Тогда вокруг Гомера собирается ещё больше акул. К счастью, появляется отец китят и спасает их и Гомера от акул. В конце всё семейство Симпсонов наблюдают, как трое китов уплывают в море, будучи уверенными, что у тех всё сложится благополучно.

## Некоторые факты
- Серия основана на реальных событиях. 12 ноября 1970 года на пляж в американском штате Орегон выбросило кита. Кит скончался на берегу, а когда его тело начало разлагаться, жители решили взорвать его при помощи взрывчатки. Идея состояла в том, что взрыв разорвёт тело на мелкие кусочки, которые растащат чайки и морские жители. Результатом же стало то, что кусками гниющей плоти оказались забрызганы сотни людей, а более крупные куски нанесли серьёзные повреждения автомобилям на автостоянке (один из которых оказался полностью раздавленным). Но самым неприятным стало то, что взрыв почти не нанёс повреждений самому киту, а чайки так и не появились, чтобы полакомиться его плотью. Вонь же от останков кита лишь усилилась. В результате было решено выкопать на берегу огромную яму и похоронить кита.
- В начале серии Барт пишет на школьной доске «South Park — we’d stand beside you if we weren’t so scared» («„Южный парк“, мы бы вас поддержали, если бы не были сами так напуганы»). Эта фраза является обращением к сериалу «Южный парк», в связи с неоднозначной реакцией части общественности на изображения исламского пророка Мухаммеда в эпизодах 200 и 201.
- В других вариантах серии надпись на доске была такая: «Я не француз» (фр. Je ne suis pas Français).
- Гомер напоминал про закрытые фильмы Челюсти, когда собирался спасать китят от акул.

### Культурные ссылки
- Когда Продавец Комиксов выходит из магазина, он одет в форму офицера Звёздного флота из сериала «Звёздный путь» (1966—1969), под которой надет корсет. При этом он говорит, что он — как капитан Кирк из «Звёздного пути». По мере ослабления корсета он уточняет, каким капитаном Кирком из какого именно фильма «Звёздного пути» он является: «Звёздный путь I» (1979), «Звёздный путь II» (1982), «Звёздный путь V» (1989), «Звёздный путь: Поколения» (1994) и наконец — «Юристы Бостона» (2004—2008). Это намёк на то, что актёр Уильям Шетнер, игравший Кирка, от фильма к фильму всё больше полнел.[2]

## Саундтрек
- Charles Trénet — «La Mer»